# Aldo Trione
Aldo Trione (Sarno, 11 febbraio 1940) è un politico italiano.
Fu eletto alla Camera con i Progressisti in occasione delle elezioni politiche del 1994, nel collegio di Nocera Inferiore; ricandidato dall'Ulivo alle successive politiche del 1996, fu sconfitto dal candidato del Polo per le Libertà Antonio Rizzo, che due anni prima, presentatosi sotto le insegne di Alleanza Nazionale e in alternativa all'esponente di Forza Italia, era stato sconfitto dallo stesso Trione.